# Buserita
La buserita és un mineral de la classe dels òxids.

## Característiques
La buserita és un òxid de fórmula química Na₄Mn14O27·21H₂O, un òxid de manganès inestable que es deshidrata a birnessita.
Va ser descoberta a la cascada Yuno-Taki del volcà Me-akan, dins el Parc Nacional d'Akan, a la província de Kushiro (Hokkaido, Japó). Tot i tractar-se d'una espècie no gaire habitual ha estat descrita pràcticament a tots els continents del planeta, a excepció de l'Antàrtida, així com a diferents indrets dels oceans Àrtic i Atlàntic.